# Harley Marques
Harley Marques Silva (ur. 6 lipca 1975 w João Pessoa) – brazylijski siatkarz plażowy, wicemistrz Świata 2009 oraz zwycięzca cyklu World Tour 2008. Największe sukcesy odnosił grając w parze z Pedro Solbergiem.